# Liomera rubra
Liomera rubra är en kräftdjursart som först beskrevs av Alphonse Milne-Edwards 1865.  Liomera rubra ingår i släktet Liomera och familjen Xanthidae. Inga underarter finns listade i Catalogue of Life.